# Antoni Barański
Antoni Barański (ur. 1 stycznia 1850 w Lisku, zm. 26 stycznia 1915 we Lwowie) – polski doktor medycyny, lekarz i profesor weterynarii.

## Życiorys
Urodził się 1 stycznia 1850 w Lisku. Pochodził z rodziny Barańskich, zamieszkującej w tym mieście.
Studiował medycynę w Krakowie i w Wiedniu, gdzie w 1874 uzyskał stopień doktora doktora wszech nauk lekarskich. Od 1876 odbywał studia weterynarii w Instytucie Weterynaryjnym w Wiedniu, gdzie w 1879 otrzymał tytuł lekarza weterynarii. Od 1877 do 1878 był lekarzem armii imperium osmańskiego. Od 1879 przez dwa lata pracował jako lekarz dla ludności oraz weterynarz okręgowy w bośniackiej Tuzli. Na przełomie 1880/1881 krótkotrwale był docentem i wykładowcą nauk weterynaryjnych w Collegium Medicum Uniwersytetu Jagiellońskiego. W tym roku był współzałożycielem C.K. Szkoły Weterynaryjnej we Lwowie, w której był jednym trzech profesorów-twórców uczelni (prócz prof. Piotra Seifmana i Henryka Kady'iego) i objął tam stanowisko kierownika Instytutu Produkcji Zwierzęcej i Fizjologii (1881-1884), następnie prowadził Zakład Hodowli Zwierząt (1884-1905), był wykładowcą hodowli zwierząt (produkcji zwierzęcej), fizjologii, farmakologii i nauki o oględzinach bydła i mięsa, akuszerii, weterynarii sądowej, a ponadto szefował tamtejszej bibliotece (1881–1889). Pracował jako profesor zwyczajny. W 1886 był współzałożycielem czasopisma „Przegląd Weterynarski”, którego został pierwszym redaktorem. Członek i działacz Galicyjskiego Towarzystwa Gospodarskiego, członek jego Komitetu (10 lipca 1883–13 czerwca 1893). W 1906 odszedł na emeryturę.
W zakresie swojej pracy naukowej badał np. rasy bydła krajowego, dziedziczenie umaszczenia u bydła, dziedziczenie wad u koni, opisywał historię weterynarii, lecznictwa zwierząt, hodowli zwierząt domowych, ustawodawstwo weterynaryjne. Był autorem ok. 60 prac naukowych, także w języku niemieckim. Podczas pobytu w Tuzli publikował prace np. o księgosuszu. Był autorem kilku podręczników dla studentów weterynarii i rolnictwa. Zajmował się opracowaniem i wytwarzaniem szczepionki przeciw ospie, celem której wspólnie z Pawłem Kretowiczem założył zakład krowiankowy we Lwowie.
Zmarł 26 stycznia 1915 we Lwowie.

## Publikacje
- Anleitung zur Viehund Fleischbeschau, für Stadt- und Bezirksärzte, Thierärzte, Sanitätsbeamte, sowie besonders zum Gebrauche für Physikats-Candidaten, von (1880)[8]
- Leitfaden der Veterinär-Polizei für Stadtund Bezirksärzte, Thierärzte, Sanitäts-Beamte, sowie fur Physikats-Candidaten (1881)[8]
- Oszustwa w handlu końmi (1882)[8]
- Chów koni, poprzedzony wykładem ogólnych zasad hodowli zwierząt gospodarskich, z 21 rycinami najcelniejszych ras koni mianowicie krajowych, przez Jul. Kossaka, Część I i II (1883)[9][8]
- Die Zähmung unserer Hausthiere (1884)[8]
- Handbuch sämmtlicher Veterinärgesetze und Verordnungen, die in Oesterreich-Ungarn und Bosnien giltig sind (1884)[8]
- Geschichte der Thierzucht und Thiermedizin im Alterthum (1886)[2]
- Gruda z brahy, podręczniki gospodarskie nr. 1 (1886)[8]
- Geschichte der Thierzucht und Thiermedicin im Alterthum (1886)[8]
- Historya bydła krajowego, zesz. I. Badania dotyczące ras i hodowli bydła w ubiegłych wiekach (1887)[8]
- Mały podręcznik weterynaryi (1888)[8]
- Żywienie bydła (1889)[8]
- Konie gospodarskie ich wychów i utrzymanie (1889)[8][10]
- Thierproduktion. I Teil: Naturgeschichte und Racenlehre der Hausthiere (1890)[8][10]
- Die vorgeschichtliche Zeit im Lichte der Hausthiercultur (1897)[8]